# Alpinia macrostephana
Alpinia macrostephana är en enhjärtbladig växtart som först beskrevs av John Gilbert Baker, och fick sitt nu gällande namn av Henry Nicholas Ridley. Alpinia macrostephana ingår i släktet Alpinia och familjen Zingiberaceae. Inga underarter finns listade i Catalogue of Life.